# لقمه‌ماهی کندو
لقمه‌ماهی کندو (نام علمی: Himantura undulata) نام یک گونه از سرده لقمه‌ماهی‌های شلاقی است.